# Озлоглашена (филм из 1946)
Озлоглашена (енгл. Notorious) је амерички шпијунски трилер, филм ноар, из 1946. године, режисера и продуцента Алфреда Хичкока. У главним улогама су  Ингрид Бергман, Кери Грант и Клод Рејнс, чији животи се преплићу као љубавни троугао и део шпијунске операције. 